# Holmsunds AB

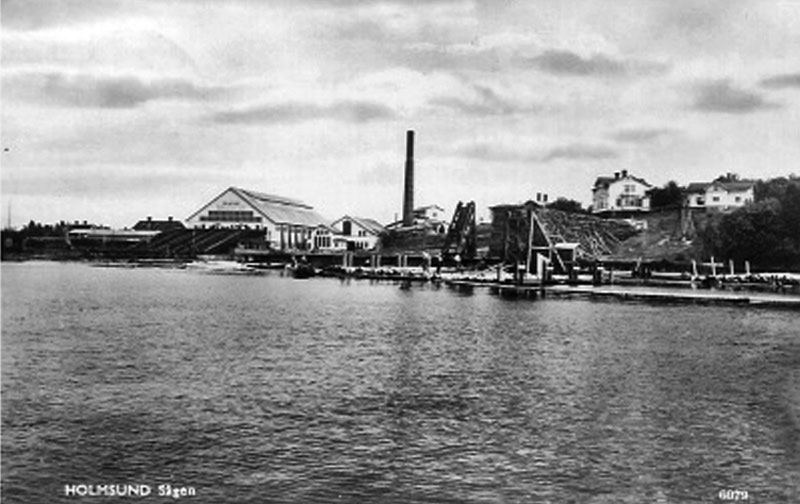
Holmsunds sågverk på 1950-talet, med Västerbacken till höger.

Holmsunds AB var ett trävaruföretag i Holmsund i Västerbotten som bildades 1896, blev ett dotterföretag till Svenska Cellulosa AB (SCA) 1929 och fusionerades med moderbolaget 1954.

## Holmsunds sågverk

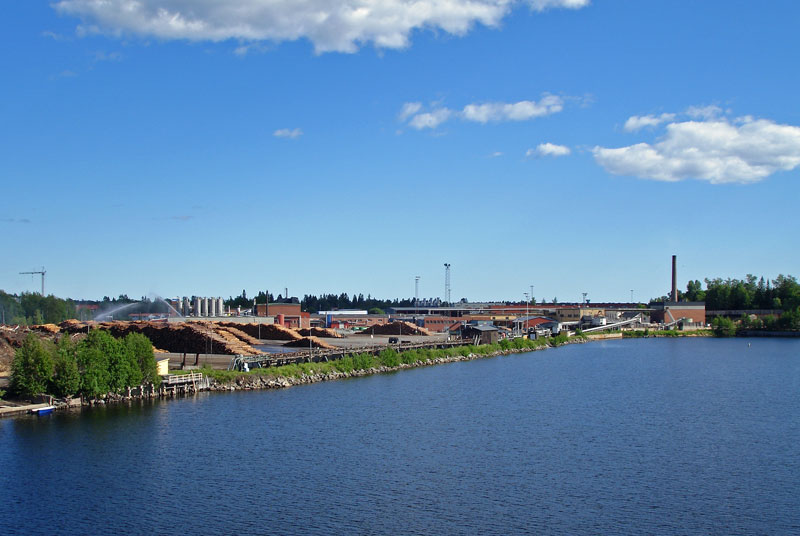
Holmsunds sågverk i juni 2012.

### Efterföljare till Baggböle
Holmsunds AB baserade från början sin verksamhet på den ångsåg i Holmsund som byggts av firma James Dickson & Co. Dickson hade sedan tidigare drivit en vattensåg i Baggböle högre upp i Umeälven och hade en lastageplats i Holmsund, dit det färdigsågade virket flottades. Eftersom kvalitén på det virke som sågats i Baggböle var undermåligt i jämförelse med det som producerades i moderna ångsågar började firman 1883 bygga en sexramig ångsåg i Holmsund. Anläggningen togs i drift i maj 1885 och kompletterades därefter med ett hyvleri. Av sågverksavfallet producerades träkol.

### Holmsunds AB bildas
Under 1890-talet avvecklade Dicksons sina verksamheter i Norrland. År 1896 såldes sågverket i Holmsund till Gustav Peter Braathen, som tidigare hade övertagit Dicksons såg i Svartvik utanför Sundsvall. Det nya bolaget Holmsunds AB bildades samma år.
Familjen Dickson hade inte i någon större utsträckning köpt in skogsfastigheter utan i stället tecknat femtioåriga avverkningsrätter, vilket innebar att det inte fanns några stora skogsegendomar inom företaget. Nytecknandet av mångåriga avverkningsrätter hade emellertid förbjudits 1889. När Holmsunds AB bildades inleddes därför en period av mycket stora fastighetsköp, framför allt inom Umeälvens avrinningsområde inom Lycksele lappmark. Samtidigt utnyttjades de kvarvarande avverkningsrätterna mycket hårt. Under perioden 1900–1903 uppgick företagets virkesfångst till 348 000 timmer, varav 71 % avverkningsrätter. 1908–1911 hade virkesfångsten stigit till 410 000 timmer, men avverkningsrätterna utgjorde nu bara 15 %.
Både sågen och hyvleriet brann 1921, men en ny, snabbare såg med sju ramar byggdes omedelbart upp på samma plats. År 1939 förstördes sågen och hyvleriet återigen genom brand. En betydligt modernare anläggning byggdes upp i deras ställe och var färdig att tas i drift 1940.

### Nuvarande anläggning
Holmsunds sågverk blev kvar i SCA Timber:s ägo. De skogsfastigheter som Holmsunds AB köpte in omkring sekelskiftet 1900 har övergått till SCA Skog.
I närheten ligger Västerbacken med bland annat Holmsunds kyrka, prästgård och skolhus som uppfördes för sågverkets arbetare i slutet av 1800-talet. Området är byggnadsminne.
I december 2012 meddelade SCA att man beslutat lägga ned sågverket.

## Obbola sågverk och sulfatfabrik
År 1902 förvärvade Holmsunds AB samtliga aktier i Obbola Ångsågs AB, som drev ett sågverk i Obbola på andra sidan Österfjärden. År 1909 förstördes sågverket i en brand och verksamheten upphörde.
Tillsammans med Sandviks Ångsågs AB och Nordmalings Ångsågs AB beslöt Holmsunds AB att uppföra en sulfatfabrik där Obbola ångsåg hade stått. För detta ändamål bildades ett särskilt bolag, Obbola Cellulosa AB. Fabriken togs i bruk 1913 och sysselsatte då 250 arbetare. År 1916 ordnade Holmsunds AB egen kraftförsörjning till fabriken genom anläggandet av Baggböle vattenkraftverk, eftersom företaget ägde delar av Baggböleforsen sedan James Dicksons tid.
Sedan Obbola Cellulosa AB gått i konkurs 1919 övertogs fabriken helt och hållet av Holmsunds AB. År 1929 köptes aktiemajoriteten i Obbolafabriken upp av den nybildade koncernen SCA, vilket innebär att den då bröts ut från Holmsunds AB.
Sulfatfabriken finns fortfarande kvar och producerar nu kraftliner åt bolaget SCA Packaging. Fabriken har kontinuerligt byggts om under åren och det finns i stort sett ingenting kvar av den ursprungliga fabriksmiljön.

## Trähus och golvtillverkning
För att minska sitt beroende av export av sågade trävaror köpte Holmsunds AB in sig i AB Svenska Trähus. År 1938 startades Norrlands första fabrik för monteringsfärdiga villor i Holmsund. Verksamheten upphörde i slutet av 1940-talet. I stället prövades andra former av vidareförädling under 1940-talet. Det blev en snickerifabrik, en dörrfabrik och en fabrik för tillverkning av lamellgolv (parkett). I Holmsundsparketten kombinerades en stomme av sågverksavfall med en yta av sydsvenskt ädelträ (ek, bok eller alm). År 1967, sedan Holmsunds AB gått upp i SCA, invigdes en toppmodern parkettfabrik inom Holmsunds industriområde. Men redan 1971 skars driften ned och 1972 lades den slutgiltigt ned. Tillverkning av plastgolv blev en större framgång. År 1973 såldes plastgolvstillverkningen till Centogruppen AB, och därmed hade SCA avvecklat all sin byggmaterialtillverkning i Holmsund. Golvfabriken har drivits fram till 2010, senast inom bolaget Armstrong Floor Products Europe.